# گروب جی۱۲۰تی‌پی
گروب جی۱۲۰تی‌پی (به انگلیسی: Grob_G_120TP) یک هواگرد ملخ‌پیشین تک‌موتوره از نوع هواپیمای آموزشی ساخت شرکت Grob Aircraft است. هواگرد گروب جی۱۲۰تی‌پی نخستین پروازش را در ۲۰۱۰ میلادی انجام داد.